# لیتنستون
لِیتنستون (به انگلیسی: Leytonstone) یک ناحیه در بریتانیا است که در منطقه والتام فورست لندن واقع شده‌است. لیتنستون ۱۲٬۸۷۹ نفر جمعیت دارد.